# Sofia (sapienza)

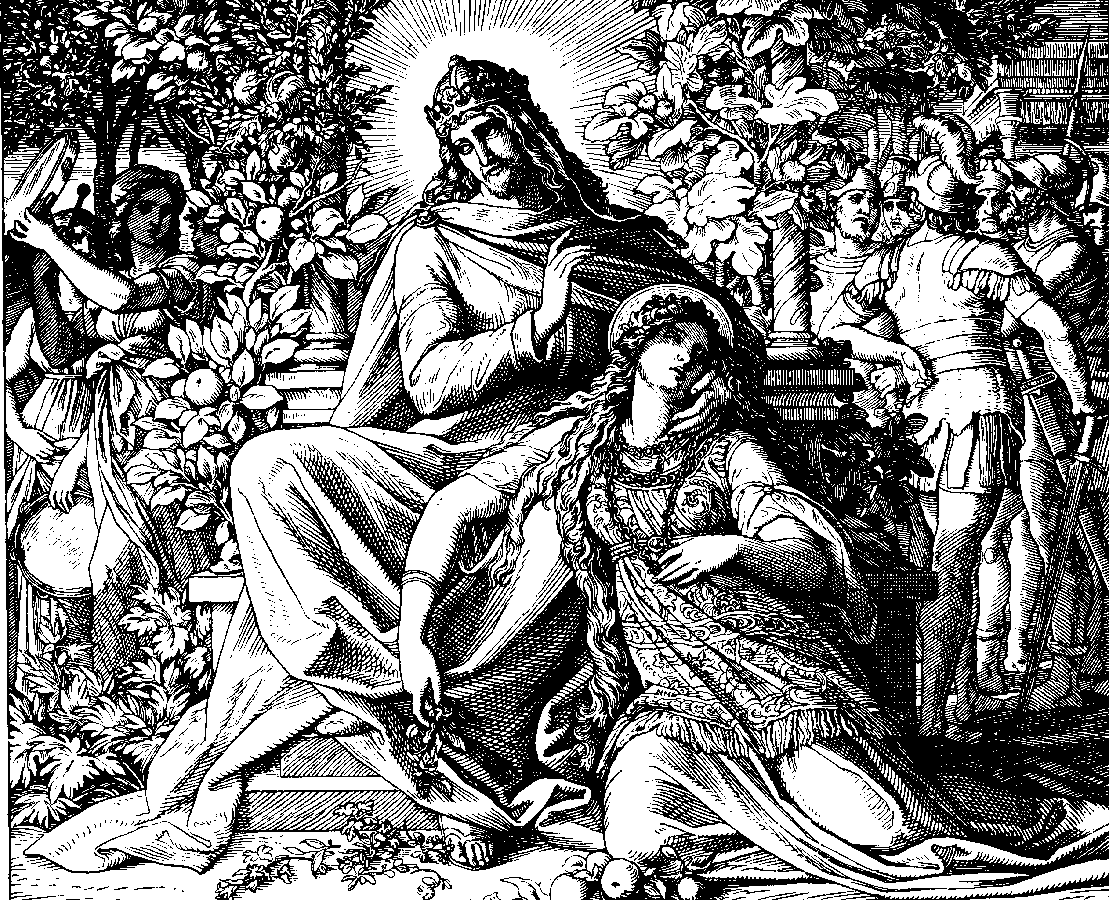
Salomone con la Divina Sapienza, incisione di Julius Schnorr von Carolsfeld (1860)

In ambito teologico e religioso la Sofia, dal greco antico Σοφία, Sophia, è una personificazione della sapienza divina.
Mentre nella filosofia greca indicava un sapere certo e assoluto, nella teologia ebraica e cristiana essa diventa un attributo di Dio, anteriore alla creazione, manifestandosi in questa come governo retto e saggio dell'universo.
Si tratta di un'ipostatizzazione, cioè di un'entità emanata da Dio di cui si serve Lui stesso per dare ordine al cosmo, declinata al femminile come una sorta di madre divina, che funge da mediatrice tra il mondo terreno e il Padre celeste. Alcuni studiosi, in particolare lo storico delle religioni Edward Conze, hanno posto in relazione la Sophia greco-ebraica con la Prajnaparamita buddhista, anch'essa incarnazione della Sapienza. L'origine di entrambe le figure sarebbe da ricercare ad Alessandria d'Egitto, dove, nella tarda antichità, erano presenti anche monaci buddhisti.

## Sophia nell'ebraismo
Sophia come «Sapienza di Dio» (Chokmah in ebraico) appare nella Bibbia (nel libro dei Proverbi 8,22-31 in cui Sophia parla come se fosse un'entità a sé stante), così come in alcuni Salmi, nei libri deuterocanonici del Siracide e della Sapienza di Salomone e nel Nuovo Testamento. Nel giudaismo Sophia corrisponde alla Shekinah, «la Gloria di Dio», una figura che ha un ruolo chiave nella cosmologia cabalistica come espressione dell'aspetto femminile di Dio. Come la Sophia gnostica, la Shekinah riveste un duplice ruolo, siede a fianco di Dio, ma viene anche esiliata nel mondo della materia, il Malkuth.
Ne consegue che il sapiente, nella spiritualità ebraica, è il saggio che sa comportarsi adeguatamente nelle più diverse occasioni della vita, poiché conosce la Legge e vive conformandosi ad essa. Esempio di questa sapienza è il Re Salomone.

## Sophia nello gnosticismo cristiano

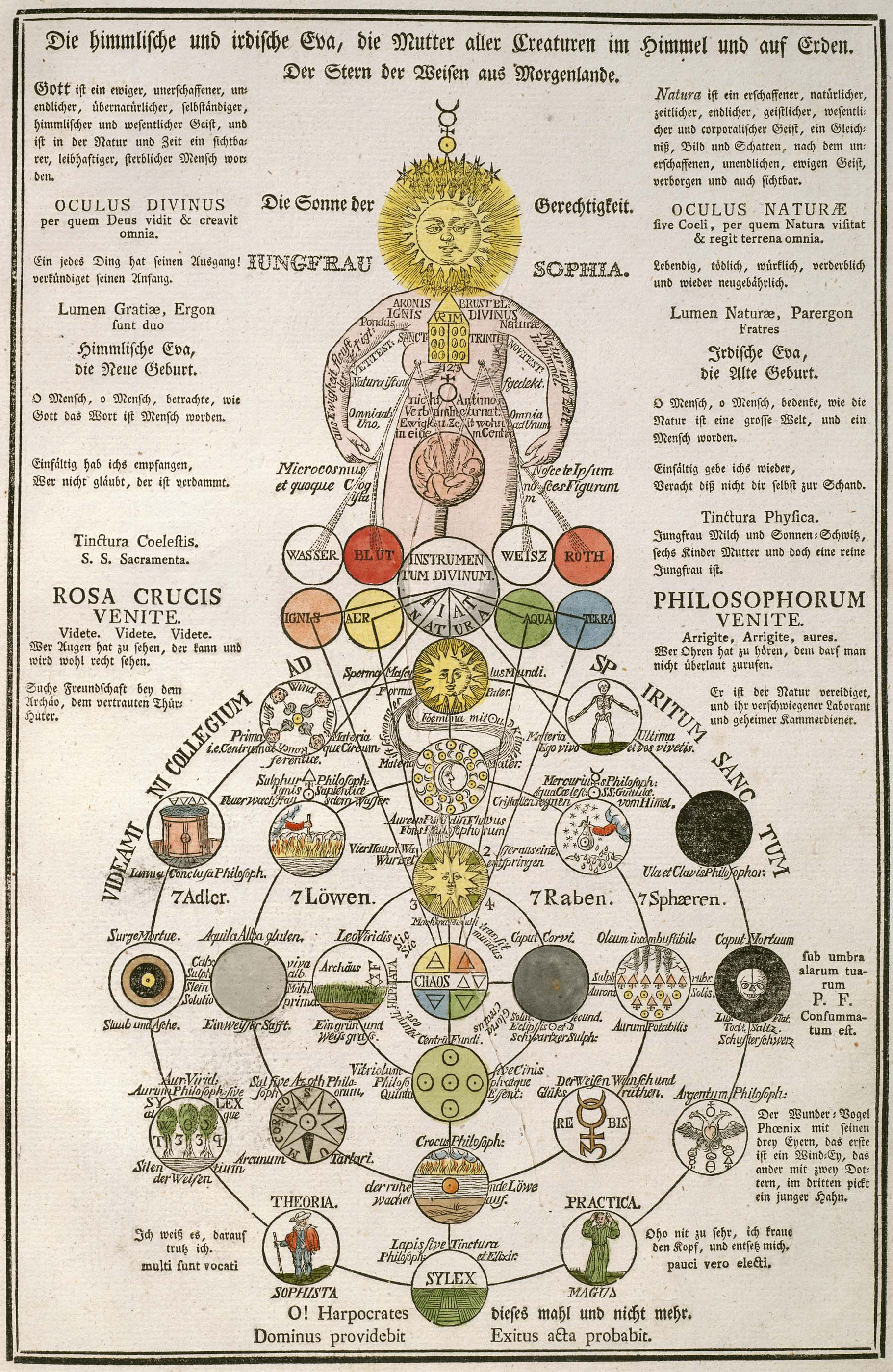
Una rappresentazione allegorico-simbolica di Sophia e del sistema cosmologico delle sue emanazioni (da Figure segrete dei Rosacroce, Altona, 1785)

Per gli gnostici cristiani, Sophia è un elemento centrale per la comprensione cosmologica dell'Universo. Sophia è la componente femminile di Dio, e coincide con lo Spirito Santo della Trinità. Ella è, pertanto, al tempo stesso Sorella e Sposa di Cristo poiché, così come Cristo, Ella viene da Dio. Sophia risiede in tutti gli uomini sotto forma di Scintilla Divina, e Cristo fu inviato sulla terra per accendere tale scintilla (pneuma o gnosi) che è nell'uomo, risvegliandolo dagli inganni del mondo e del Demiurgo.
Nella tradizione gnostica, il nome Sophia è, assieme a quello di Cristo, attribuito all'ultima emanazione di Dio. Nella maggior parte, se non in tutte le versioni della religione gnostica, Sophia provoca un'instabilità nel Pleroma, contribuendo alla creazione della materia. Il dramma della redenzione di Sophia attraverso Cristo (o il Logos) è il dramma centrale dell'universo. 
Pressoché tutti i sistemi gnostici del tipo siriano o egizio insegnavano che l'universo ebbe inizio da un Dio originario, inconoscibile, definito come Padre o Bythos o Monade. Esso può essere associato anche al concetto di Logos dello stoicismo, o dell'esoterismo, o a termini teosofici come Ain Sof nella Qabbalah o Brahman nell'induismo. Nello gnosticismo cristiano era noto come il Primo Eone. Da questo inizio unitario, l'Uno emanò spontaneamente altri Eoni, come entità accoppiate (sizigie), in una sequenza di potenza progressivamente inferiore. L'ultima di queste coppie fu quella formata da Sophia e Cristo. Gli Eoni, tutti insieme, costituivano il Pleroma, o la pienezza, di Dio, e perciò non dovrebbero essere visti come entità diverse da Lui, ma come espressioni simboliche della natura divina.
Nel Vangelo apocrifo di Filippo, la Sophia viene identificata con la Maria Maddalena, tanto da aver fatto ipotizzare come il Giovanni dell'Ultima cena di Leonardo possa alludere a Maria Maddalena intesa nel concetto gnostico di Sophia e di Spirito Santo.

### Sophia nei codici di Nag Hammadi
Nei codici di Nag Hammadi, Sophia è la sizigia di Gesù Cristo (essendo stata coemanata con lui, forma un'unità con Cristo), ed è identificata nello Spirito Santo della Trinità. Nel testo "Sull'Origine del Mondo", Sophia è dipinta come Colei che generò senza la sua controparte maschile. In questo modo venne originato il Demiurgo (Satana), ovvero il Dio ebraico Yahweh (anche noto come Yaldabaoth), creatore di tutto l'universo materiale e dio minore malvagio, poiché appunto Sophia lo generò senza la sua sizigia Gesù Cristo, tentando di aprire una breccia nella barriera tra lei e l'inconoscibile Bythos. 
Nella creazione del mondo materiale ad opera del Demiurgo, però, Sophia riuscì ad infondere la sua Scintilla Divina (pneuma) nella materia, permeando dunque il creato della sua Divinità (Divinità dunque presente nel cosmo e quindi in tutte le forme di vita sotto forma di anima), e rovinando i piani del Demiurgo. Riaccendendo la scintilla divina che è in lui infatti, l'uomo si risveglia dagli inganni del Demiurgo e del mondo materiale, e accede alla Verità oltre la realtà materiale. Cristo giunse sulla terra proprio al fine di risvegliare negli uomini la loro divinità (la Sophia che è in loro).
Sophia è inoltre dipinta anche come Colei che distruggerà Satana/Yaldabaoth/Yahweh e questo universo di materia con tutti i suoi Cieli. In seguito in Sull'Origine del Mondo, si dice:
Ed i loro cieli precipiteranno uno sull'altro e le loro schiere saranno consumate dal fuoco. Anche i loro reami eterni saranno rovesciati. Ed il suo cielo precipiterà e si spezzerà in due. [...] essi precipiteranno nell'abisso, e l'abisso sarà rovesciato.

La luce vincerà sull'oscurità e sarà come qualcosa che mai fu prima.»

### Caduta e redenzione di Sophia
Da alcuni passi di Ireneo (Adversus Haereses) si può dedurre uno sdoppiamento di Sophia in due unità, una superiore e l'altra inferiore, da attribuire presumibilmente alla scuola italica di Valentino. In tal modo si distingueva l'Eone Sophia, accolto nel Pleroma, dalla sua stessa Brama o Passione, rimasta invece esclusa dal consesso divino, e denominata col termine ebraico Achamoth, che significa «sapienza», sebbene di natura inferiore.
L'angoscia e la paura di Sophia di perdere la vita (proprio come perse la luce dell'Uno), le provocarono confusione e brama di tornare a Lui. A causa di questa brama, la materia (in greco ὕλη, hýlē) e l'anima (in greco ψυχή, psȳkhḕ) accidentalmente ebbero esistenza attraverso i quattro elementi: fuoco, acqua, terra, ed aria. Anche la creazione del Demiurgo dalla testa leonina fu un errore perpetrato durante questo esilio. Secondo alcune fonti gnostiche, esso fu il prodotto di Sophia che tentò di emanare da sola, senza la sua controparte maschile. Il Demiurgo procedette, poi, nella creazione del mondo fisico nel quale viviamo, ignorante di Sophia, che, comunque, riuscì ad infondere alcune scintille spirituali (πνεῦμα, pnèuma) nella creazione del Demiurgo.
Dopo questi avvenimenti, il Redentore (Cristo) ritornò e le permise di vedere nuovamente la luce, riportandola a conoscenza dello spirito. Cristo fu poi inviato sulla terra in forma di uomo, Gesù, per dare agli uomini la gnosi (γνῶσις gnṑsis) di cui avevano bisogno per liberarsi dal mondo materiale e ritornare a quello spirituale. Si noti che, nello gnosticismo, la storia evangelica di Gesù è essa stessa allegorica: egli non è un essere vivente in un contesto storico, ma il mistero esterno usato come introduzione alla gnosi.

## Sophia nel cristianesimo ortodosso

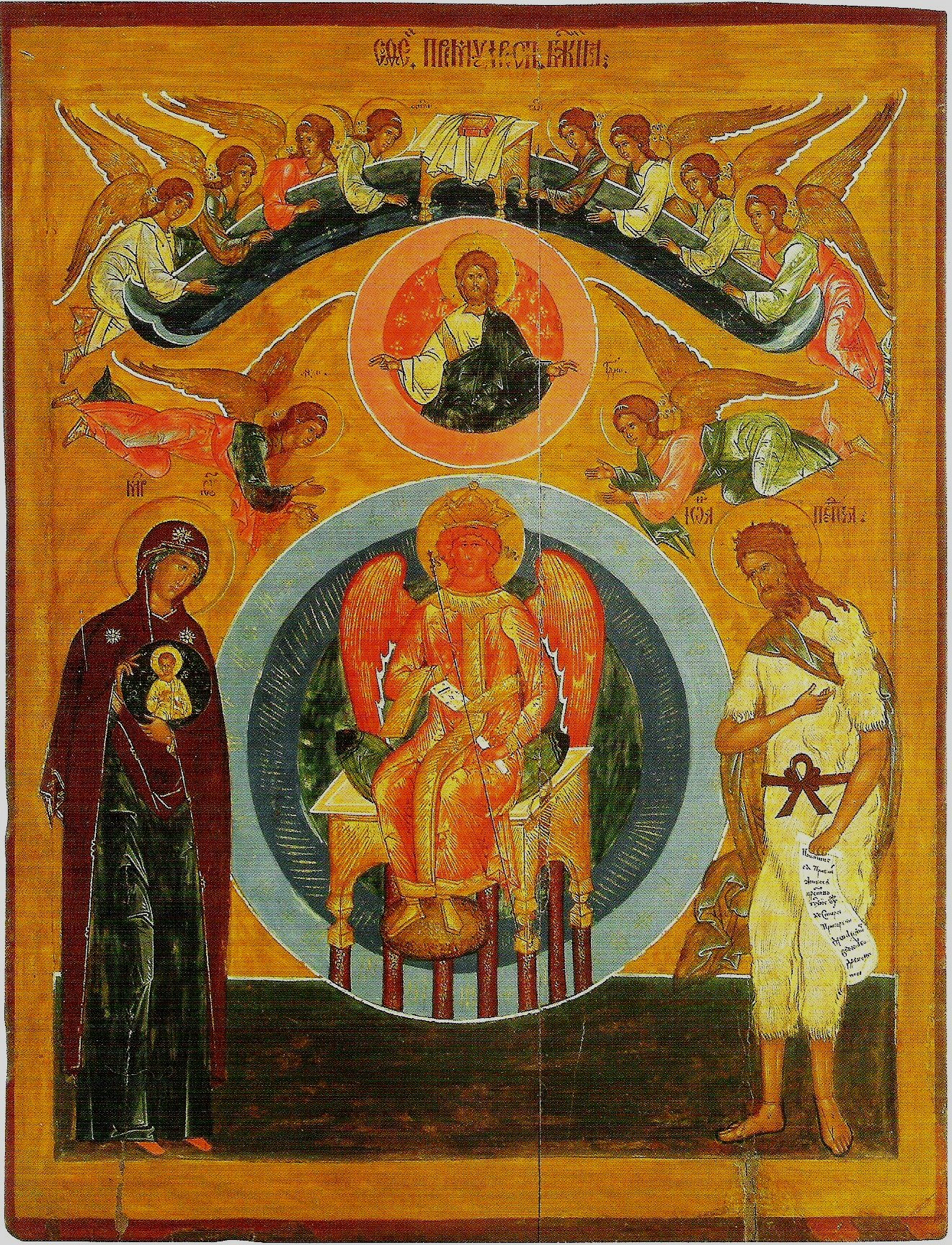
Icona della Divina Saggezza (София Премудрость Божия) nella chiesa di San Giorgio a Vologda (XVI secolo)

Riferimenti a Sophia, risalenti ad Origene e Clemente Alessandrino, sono presenti da molti secoli nell'Oriente cristiano, che proprio in suo onore fece erigere a Costantinopoli la basilica chiamata Santa Sophia nel IV secolo. 
In tempi più recenti, nella Chiesa Ortodossa russa, Sophia fu individuata da alcuni teologi come una figura chiave per la comprensione della Divinità. Tra questi i più famosi furono Vladimir Solov'ëv, Pavel Aleksandrovič Florenskij, Nikolaj Berdjaev e Sergej Nikolajevič Bulgakov, il cui libro Sophia: La Saggezza di Dio rappresenta l'apoteosi della Sophiologia. La sua opera fu, però, denunciata dalle autorità ortodosse russe come eretica.
Per Bulgakov, Sophia era sullo stesso piano della Trinità, operando come parte Femminile di Dio di concerto con i tre principi Maschili del Padre, del Figlio e dello Spirito Santo. Il punto di vista ufficiale della Chiesa Ortodossa Orientale affermava invece che Sophia fosse la stessa persona del Figlio (declinato al femminile nel Vecchio Testamento, perché Sophia in greco è un nome femminile) incarnatosi in Gesù Cristo. 

## Sophia nel cristianesimo occidentale
Nel cristianesimo medievale la figura di Sophia come personificazione della Sapienza venne dimenticata finché Santa Ildegarda di Bingen non raccontò di averne avuto una visione e la celebrò come figura cosmica sia nei suoi scritti che nella sua arte, raffigurandola con indosso una tunica dorata ornata di gemme preziose.

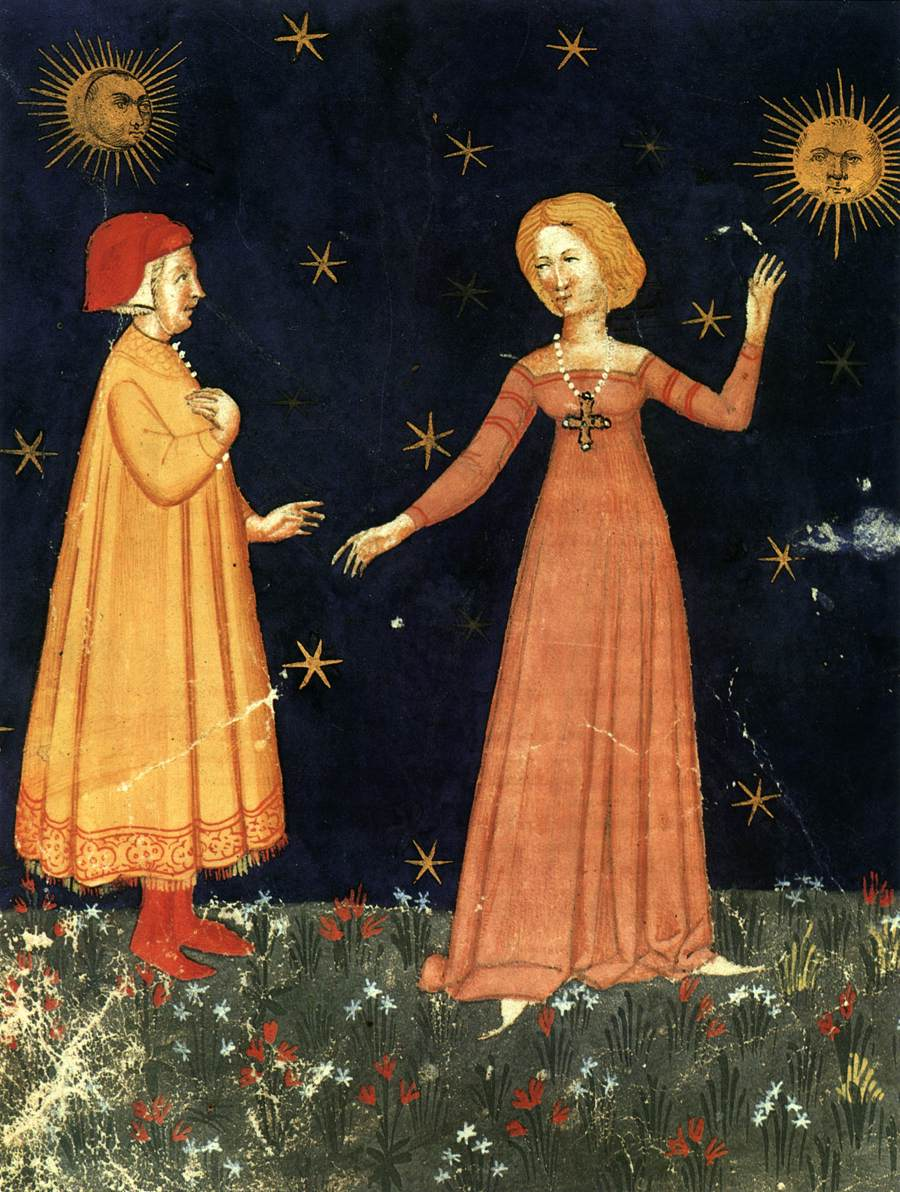
Dante con Beatrice, allegoria della sapienza che lo guida nei cieli del Paradiso.

Nella confraternita dei Fedeli d'Amore di cui avrebbe fatto parte Dante Alighieri, oltre a Guido Cavalcanti ed altri poeti, dietro alle donne celebrate da costoro, come ad esempio Beatrice, si è intravisto un riferimento non tanto a personaggi femminili storicamente esistenti, quanto a un'entità metafisica quale appunto la Madonna Sofia, celata da un «gergo» o linguaggio convenzionale segreto.
Nell'ambito della tradizione protestante inglese del XVII secolo, la mistica e teosofa fondatrice della Società di Filadelfia, Jane Leade, scrisse copiose descrizioni delle sue visioni e dei suoi dialoghi con la Vergine Sophia che, sostenne, le rivelò il lavorio spirituale dell'Universo. Leade era smisuratamente influenzata dagli scritti teosofici di Jakob Böhme, che, al pari di lei, parlò di Sophia in opere come La via per Cristo (Christosophia).
Alcuni commentatori ritengono che Colei che viene identificata dai cattolici come la Vergine Maria sia la stessa Sophia, come recita esplicitamente un'iscrizione latina della chiesa romana di Santa Maria in Cosmedin, o come lascia intendere l'accostamento delle feste mariane medievali alla lettura dei Proverbi 8-9. Il culto della Vergine Maria infatti è tale che ella veniva venerata quasi quale Divinità ella stessa, o quanto meno identificata con l'aspetto sofianico di Dio.
Mentre però Sophia è quindi una figura femminile di assoluta origine divina, espressa in ogni creatura, nel mondo naturale e, per alcuni mistici sopra menzionati, parte integrante del benessere spirituale dell'umanità e della Chiesa, cioè una Sophia intesa come Dea Madre, ovvero come la manifestazione materna di Dio, la Madre storica di Gesù invece resterebbe come figura molto riduttiva rispetto a quella di Sophia, operando nella dimensione terrena ed essendo di origine pur sempre umana, sebbene interceda compassionevolmente a favore dell'umanità per alleviarne le sofferenze.
Nelle correnti dell'esoterismo cristiano come i Rosacroce, il martinismo, e più recentemente la teosofia e l'antroposofia, Sophia torna ad essere una figura centrale di portata cosmica, da cui talora trae ispirazione la loro stessa denominazione, connotata dal suffisso -sofia.

### Sapienza come personificazione dello Spirito Santo

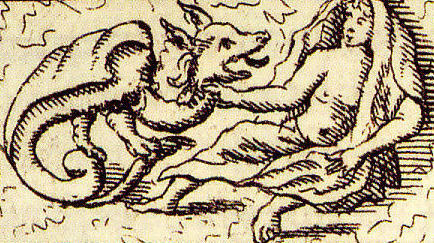
Raffigurazione della Sapienza sulla tomba di Clemente II nella Chiesa di Bamberg, in Germania

L'interpretazione che molti teologi cristiani hanno dato di molti passi dell'antico testamento aveva portato ad identificare la personificazione della Sapienza anche con lo Spirito Santo. Tra essi si può ricordare Teofilo di Antiochia.
Sapienza di Dio è d'altronde un modo con cui viene chiamato lo stesso Gesù, e la sua identificazione con la Sapienza dell'antico testamento ha trovato un largo consenso tra i Padri della Chiesa. Anche oggi, essa viene perlomeno collegata all'aspetto primordiale del Logos.

### Sapienza come dono dello Spirito Santo
Secondo la teologia cattolica, anglicana e di una parte di quelle protestanti, la sapienza è inoltre uno dei sette doni dello Spirito Santo, che permette di comprendere le realtà soprannaturali. La sapienza si distingue dall'intelletto poiché non è una conoscenza nozionistica delle cose di Dio, ma porta il fedele alla conoscenza e alla contemplazione di Dio stesso.
Tommaso d'Aquino distingue tale sapienza da quella acquisita per virtù intellettuale.
La sapienza è, secondo lo stesso Tommaso, un abito soprannaturale inseparabile dalla carità: per questo la sua presenza non è rinvenibile nelle anime in peccato mortale. In virtù di questo dono si giudica rettamente di Dio e delle cose divine risalendo alle loro ultime e supreme cause: si vedono le cose soprannaturali dal punto di vista di Dio.
Il sapiente è chi si lascia amare da Dio e sa trovare nella fede la risposta alle tante domande che alla mente appaiono senza risposta. Sapiente è chi non vuol convincere con la sola forza della ragione ma, pur utilizzando l'intelligenza e amandone l'esercizio, sa che la verità si irradia anzitutto per mezzo dell'amore.